# Estación de La Ballena
La Ballena es una estación de la línea ML-4 de Metro Ligero de Madrid (Tranvía de Parla) situada en la calle Real, a la altura del parque homónimo de Parla. Abrió al público el 6 de mayo de 2007.
Su tarifa corresponde a la zona B2 según el Consorcio Regional de Transportes.

## Accesos
- La Ballena Calle Real, 94

## Líneas y conexiones

### Tranvía de Parla
| << cabecera | < estación             | línea | estación >                 | cabecera >> |
| ----------- | ---------------------- | ----- | -------------------------- | ----------- |
| circular    | Julio Romero de Torres |       | Parla Centro-Bulevar Norte | circular    |

### Autobuses
| Diurnos |             |                              |                           |
| Línea   | Destino     | Parada                       | Operador                  |
| 3       | Laguna Park | 13105 Real - Est. La Ballena | Avanza Movilidad Integral |

| Diurnos   |                           |                              |                           |
| Línea     | Destino                   | Parada                       | Operador                  |
| 460       | Madrid (Plaza Elíptica)   | 13105 Real - Est. La Ballena | Avanza Movilidad Integral |
| 462       | Getafe                    | 13105 Real - Est. La Ballena | Avanza Movilidad Integral |
| 463       | Madrid (Plaza Elíptica)   | 13105 Real - Est. La Ballena | Avanza Movilidad Integral |
| 464       | Madrid (Plaza Elíptica)   | 13105 Real - Est. La Ballena | Avanza Movilidad Integral |
| VAC-023   | Madrid (Plaza Elíptica)   | 13105 Real - Est. La Ballena | ALSA                      |
| VAC-152   | Madrid (Estación Sur)     | 13105 Real - Est. La Ballena | Samar                     |
| 460       | Batres                    | 18647 Real - Est. La Ballena | Avanza Movilidad Integral |
| 462       | Parla                     | 18647 Real - Est. La Ballena | Avanza Movilidad Integral |
| 463       | Torrejón de Velasco       | 18647 Real - Est. La Ballena | Avanza Movilidad Integral |
| 464       | Yunclillos                | 18647 Real - Est. La Ballena | Avanza Movilidad Integral |
| 466       | Valdemoro                 | 18647 Real - Est. La Ballena | Avanza Movilidad Integral |
| 471       | Solo descenso de viajeros | 18647 Real - Est. La Ballena | Avanza Movilidad Integral |
| VAC-023   | Toledo                    | 18647 Real - Est. La Ballena | ALSA                      |
| VAC-152   | Piedrabuena               | 18647 Real - Est. La Ballena | Samar                     |
| Nocturnos |                           |                              |                           |
| Línea     | Destino                   | Parada                       | Operador                  |
| N806      | Madrid (Atocha)           | 13105 Real - Est. La Ballena | Avanza Movilidad Integral |
| N806      | Parla                     | 18647 Real - Est. La Ballena | Avanza Movilidad Integral |